# Новое Аргвани
Новое Аргвани — село в Гумбетовском районе Дагестана. Входит в сельское поселение «Сельсовет „Аргванинский“».

## Географическое положение
Расположено в 8 км к востоку от районного центра села Мехельта.

## История
Село основано в 1971 году путем переселения части жителей села Аргвани пострадавших в результате землетрясения 1970 года, в местность Саду-майдан.

## Население
| 1989 | 2002  | 2010  | 2021  |
| ---- | ----- | ----- | ----- |
| 453  | ↗1331 | ↗1463 | ↗1739 |